# 福晋葉赫那拉氏 (ホンタイジ)
葉赫那拉氏（yehe nara hala、? - 1635年以後）は、清の太宗ホンタイジの側室。福晋（フジン）に封じられたが、後世の文献では側妃とされている。ホンタイジの生母である孝慈高皇后モンゴジェジェと同じ葉赫那拉氏の出身。

## 経歴
最初は烏拉那拉氏のブヤンの孫でウラからイェヘへ逃亡してきたカルカマ(karkama, 喀爾喀瑪)と結婚し、二児を儲けていたが、後金の天命4年（1619年）、後金により、イェヘが滅ぼされると、カルカマは処刑され、葉赫那拉氏はホンタイジに再嫁し、その福晋（側室）のうちの一人となった。
福晋葉赫那拉氏は天聡2年（1628年）、ホンタイジの五子である承沢親王ショセ（šose、碩塞）を産んだが、その後、ホンタイジは葉赫那拉氏を元内大臣ザントゥシェトゥ（詹土謝圖）に妻として下賜した。
また、ザントゥシェトゥが狩猟中にトラに襲われ亡くなると、初代ハダ国主ワンの曾孫に当たる鑲黄旗軽車都尉のダルフ (darhū, 達爾琥)に嫁いだ。

## 女子
- 承沢親王ショセ（šose、碩塞）

## 伝記資料
- 『満文老檔』
- 『清史稿』